# 阿志都弥神社・行過天満宮
阿志都弥神社・行過天満宮（あしづみじんじゃ・ゆきすぎてんまんぐう）は、滋賀県高島市今津町弘川にある神社である。式内社の論社で、旧社格は郷社。

## 祭神
- 阿志都弥神社
  - 木花開耶姫命
- 行過天満宮
  - 菅原道真公

## 神紋
- 山桜 梅鉢

## 歴史
創祀年代不詳であるが、社伝によると、社殿を持たなかった時代、この地にあった山桜の木に木花開耶姫命を勧請し、「桜花大明神」と称した。長徳4年（998年）に菅原輔正が菅原道真公を勧請し、行過天満天神を併せ祀ったと伝えられている。阿志都弥神社は、式内社論社である。善積郷の惣社である。旧郷社。
今津町弘川の地は和名抄の善積郷に含まれると考えられている地である。
この「善積」は本来「葦積」であって「アシツミ」の社名と同じであった。
が、それは平安時代以降の意味であって、原初的日本語として考えれば、アシヅミは安曇族のアヅミと同族語である。という説がある。

## 祭祀

### 神事
- 例祭は4月25日[1]。
- 御輿が町内を練り歩く「弘川祭」は4月29日（昭和の日）に実施される。

### 社家
神職は、田谷家が代々世襲する。

## 境内社
- 稲荷神社
- 白山神社 - 北生見・南生見に鎮座していた２つの白山神社を遷座した。